# Smila
Smila (in ucraino Смiла?; in russo Смела?, Smela) è una città ucraina (65 675 abitanti) sita lungo le rive del fiume Tjasmyn, nel distretto di Čerkasy, nell'oblast' di Čerkasy. Ospita l'amministrazione della comunità territoriale di Smila, una delle comunità territoriali dell'Ucraina.
Fino al 18 luglio 2020, Smila era classificata come città di rilevanza regionale fungeva da centro amministrativo del distretto di Smila, sebbene non appartenesse al distretto. Come parte della riforma amministrativa dell'Ucraina, che ha ridotto a quattro il numero di distretti dell'oblast' di Čerkasy, la città è stata fusa nel distretto di Čerkasy.

## Origini del nome
Secondo la leggenda, durante uno dei numerosi attacchi dell'Orda d'Oro, una ragazza del luogo guidò l'esercito della Rus' di Kiev contro gli invasori. I nemici furono sconfitti, ma la ragazza fu uccisa da una loro freccia. Poiché nessuno conosceva il suo nome, quando una colonia si stanziò nei pressi del luogo ove era stata combattuta la battaglia, questa fu chiamata Smila (che in lingua ucraina significa coraggiosa). Ancor oggi, in ricordo di questa epica leggenda, sullo stemma della città è raffigurata una ragazza che con le proprie mani spezza una freccia.

## Storia
La prima menzione di Smila è risalente al XVI secolo, quando la città faceva parte della Confederazione polacco-lituana. Negli anni che intercorrono tra il 1648 e il 1654 Smila fu sede di uno squadrone di Cosacchi che facevano capo al reggimento stanziato a Čyhyryn. Nel 1773 la città ottenne il Diritto di Magdeburgo e, nel 1795, fu annessa all'Impero russo. Smila vide incrementare il proprio sviluppo industriale e demografico dopo l'apertura di una ferrovia all'interno del proprio territorio nel 1876. Nel XX secolo, come le città circostanti, fu devastata dalla prima e dalla seconda guerra mondiale, dall'Holodomor e dalla depressione economica seguita al crollo dell'Unione Sovietica. Negli anni novanta la produzione industriale crollò infatti del 70% e Smila perse più del 10% della propria popolazione.

## Economia
Le attività principali presenti nella città sono quelle riguardanti l'Ingegneria meccanica e l'Industria alimentare. Le aziende produttrici di alluminio, numerose nei dintorni, diminuiscono man mano che ci si approssima al centro cittadino.
Smila è inoltre uno dei punti di snodo della rete ferroviaria ucraina: è attraversata infatti dalle ferrovie che collegano Kiev a Dnipro e Odessa alla Russia.

## Amministrazione

### Gemellaggi
Smila è gemellata con:
- Newton, Stati Uniti d'America
- Ržev, Russia
- Vatutine, Ucraina
- Irpin', Ucraina